# Лихский хребет
Лихский (Сурамский) хребет (груз. ლიხის ქედი) — хребет в составе Месхетского хребта. Расположен на территории Южной Осетии и Грузии. Является единственным сплошным водораздельным хребтом, связывающим Большой Кавказ с Малым. Высота до 1926 м — г. Лохони. Начинается у г. Тадикусан (2205,6 м, 42°24′16″ с. ш. 43°46′18″ в. д.), далее направляется на юго-запад и, примыкая к широтной цепи, являющейся северной окраиной Малого Кавказа (Месхетский хребет), разделяет бассейны Куры и Риони, деля Закавказье на две весьма различные по климату, растительности и другим параметрам части — восточную и западную (водораздел Чёрного и Каспийского морей).
Лихский хребет сложен из гранитов и меловых пород. В средней части представляет довольно удобный Сурамский перевал (3027 футов), ведущий (при Российской империи) из Имеретии в Карталинию (из Кутаисской губернии в Тифлисскую).
Лихский хребет в основном покрыт лесом. На горообразовании мало выдающихся вершин.
В XIX веке Лихский хребет был известен также как Ваханский хребет. Изначально Закавказская железная дорога проходила через Лихский хребет рядом с Сурамским перевалом; в 1890 году был закончен Сурамский тоннель, через который она проходит ныне.